# Disse-Raum

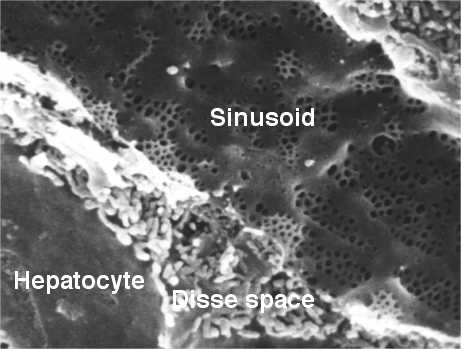
Sinusoid der Leber einer Ratte mit fenestrierten Endothelzellen. Der Durchmesser der Fenestrae ist ca. 100 nm, und der der Sinusoide ca. 5 µm. Rasterelektronenmikroskopische Aufnahme von Robin Fraser, University of Otago.

Der Disse-Raum, Dissesche Raum oder perisinusoidale Raum ist ein etwa 10–15 µm breiter anatomischer Spaltraum zwischen den erweiterten Leberkapillaren (Lebersinusoiden) und den Leberzellen (Hepatozyten). Er ist nach dem deutschen Anatomen Joseph Disse (1852–1912) benannt.
Da die Lebersinusoide ein diskontinuierliches Endothel ohne Basalmembran aufweisen, kann das Blutplasma direkt in den Disse-Raum übertreten. In den Disse-Raum ragen die Mikrovilli der Hepatozyten, über die Proteine, niedermolekulare Verbindungen und Flüssigkeit in die Leberzelle aufgenommen werden. Die Flüssigkeit des Disse-Raums sickert über Lymphgefäße in den Portalfeldern ab. Im Disse-Raum finden sich eine spezielle Art von Sternzellen, die als Ito-Zellen bezeichnet werden.
Da der onkotische Druck in den Lebersinusoiden und dem Disse-Raum kaum einen Gradienten aufweist, ist die Lymphproduktion vom Druck in den Sinusoiden abhängig. Erhöht sich der sinusoidale Druck um ein mmHg, verdoppelt sich die Lymphproduktion. Wenn die Transportkapazität der Lymphgefäße überschritten ist, beispielsweise bei portaler Hypertension, entwickelt sich durch Übertritt der Lymphe in die Bauchhöhle ein Aszites.